# Erythrocera nigripes
Erythrocera nigripes là một loài ruồi trong họ Tachinidae.